# Luís Leal
Luís Leal dos Anjos (Arrentela, 29 maggio 1987) è un calciatore portoghese naturalizzato saotomense, attaccante del Tacna Heroica e della nazionale saotomense.

## Carriera

### Club
Ha totalizzato 67 partite e 19 gol nella Primeira Liga per União de Leiria, Estoril e Belenenses, ma ha trascorso la maggior parte della sua carriera all'estero, giocando in Arabia Saudita, Emirati Arabi Uniti, Turchia, Cipro, Paraguay, Messico, Argentina e Bolivia.

### Nazionale
Nato in Portogallo, Leal ha rappresentato São Tomé e Príncipe a livello internazionale.

## Statistiche

### Cronologia presenze e reti in nazionale
| Cronologia completa delle presenze e delle reti in nazionale ― São Tomé e Príncipe | Cronologia completa delle presenze e delle reti in nazionale ― São Tomé e Príncipe | Cronologia completa delle presenze e delle reti in nazionale ― São Tomé e Príncipe | Cronologia completa delle presenze e delle reti in nazionale ― São Tomé e Príncipe | Cronologia completa delle presenze e delle reti in nazionale ― São Tomé e Príncipe | Cronologia completa delle presenze e delle reti in nazionale ― São Tomé e Príncipe | Cronologia completa delle presenze e delle reti in nazionale ― São Tomé e Príncipe | Cronologia completa delle presenze e delle reti in nazionale ― São Tomé e Príncipe |
| Data                                                                               | Città                                                                              | In casa                                                                            | Risultato                                                                          | Ospiti                                                                             | Competizione                                                                       | Reti                                                                               | Note                                                                               |
| ---------------------------------------------------------------------------------- | ---------------------------------------------------------------------------------- | ---------------------------------------------------------------------------------- | ---------------------------------------------------------------------------------- | ---------------------------------------------------------------------------------- | ---------------------------------------------------------------------------------- | ---------------------------------------------------------------------------------- | ---------------------------------------------------------------------------------- |
| 16-6-2012                                                                          | Freetown                                                                           | Sierra Leone                                                                       | 4 – 2                                                                              | São Tomé e Príncipe                                                                | Qual. Coppa d'Africa 2013                                                          | -                                                                                  |                                                                                    |
| 13-6-2015                                                                          | Praia                                                                              | Capo Verde                                                                         | 7 – 1                                                                              | São Tomé e Príncipe                                                                | Qual. Coppa d'Africa 2017                                                          | 1                                                                                  |                                                                                    |
| 8-10-2015                                                                          | São Tomé                                                                           | São Tomé e Príncipe                                                                | 1 – 0                                                                              | Etiopia                                                                            | Qual. Mondiali 2018                                                                | 1                                                                                  | 90’                                                                                |
| 11-10-2015                                                                         | Addis Abeba                                                                        | Etiopia                                                                            | 3 – 0                                                                              | São Tomé e Príncipe                                                                | Qual. Mondiali 2018                                                                | -                                                                                  |                                                                                    |
| 23-3-2016                                                                          | São Tomé                                                                           | São Tomé e Príncipe                                                                | 2 – 1                                                                              | Libia                                                                              | Qual. Coppa d'Africa 2017                                                          | 1                                                                                  |                                                                                    |
| 28-3-2016                                                                          | Il Cairo                                                                           | Libia                                                                              | 4 – 0                                                                              | São Tomé e Príncipe                                                                | Qual. Coppa d'Africa 2017                                                          | -                                                                                  |                                                                                    |
| 4-6-2016                                                                           | São Tomé                                                                           | São Tomé e Príncipe                                                                | 1 – 2                                                                              | Capo Verde                                                                         | Qual. Coppa d'Africa 2017                                                          | -                                                                                  |                                                                                    |
| 4-9-2016                                                                           | Rabat                                                                              | Marocco                                                                            | 2 – 0                                                                              | São Tomé e Príncipe                                                                | Qual. Coppa d'Africa 2017                                                          | -                                                                                  |                                                                                    |
| 22-3-2017                                                                          | São Tomé                                                                           | São Tomé e Príncipe                                                                | 0 – 1                                                                              | Madagascar                                                                         | Qual. Coppa d'Africa 2019                                                          | -                                                                                  | Cap.                                                                               |
| 26-3-2017                                                                          | Antananarivo                                                                       | Madagascar                                                                         | 3 – 2                                                                              | São Tomé e Príncipe                                                                | Qual. Coppa d'Africa 2019                                                          | -                                                                                  |                                                                                    |
| 9-10-2019                                                                          | Belle Vue                                                                          | Mauritius                                                                          | 1 – 3                                                                              | São Tomé e Príncipe                                                                | Qual. Coppa d'Africa 2021                                                          | 2                                                                                  |                                                                                    |
| 13-10-2019                                                                         | São Tomé                                                                           | São Tomé e Príncipe                                                                | 2 – 1                                                                              | Mauritius                                                                          | Qual. Coppa d'Africa 2021                                                          | 1                                                                                  |                                                                                    |
| 13-11-2019                                                                         | Omdurman                                                                           | Sudan                                                                              | 4 – 0                                                                              | São Tomé e Príncipe                                                                | Qual. Coppa d'Africa 2021                                                          | -                                                                                  |                                                                                    |
| 18-11-2019                                                                         | São Tomé                                                                           | São Tomé e Príncipe                                                                | 0 – 1                                                                              | Ghana                                                                              | Qual. Coppa d'Africa 2021                                                          | -                                                                                  |                                                                                    |
| 13-11-2020                                                                         | Johannesburg                                                                       | Sudafrica                                                                          | 2 – 0                                                                              | São Tomé e Príncipe                                                                | Qual. Coppa d'Africa 2021                                                          | -                                                                                  |                                                                                    |
| 16-11-2020                                                                         | Port Elizabeth                                                                     | São Tomé e Príncipe                                                                | 2 – 4                                                                              | Sudafrica                                                                          | Qual. Coppa d'Africa 2021                                                          | -                                                                                  |                                                                                    |
| 28-3-2021                                                                          | Accra                                                                              | Ghana                                                                              | 3 – 1                                                                              | São Tomé e Príncipe                                                                | Qual. Coppa d'Africa 2021                                                          | -                                                                                  |                                                                                    |
| 24-3-2022                                                                          | São Tomé                                                                           | São Tomé e Príncipe                                                                | 1 – 0                                                                              | Mauritius                                                                          | Qual. Coppa d'Africa 2023                                                          | 1                                                                                  | 90’                                                                                |
| 27-3-2022                                                                          | Belle Vue                                                                          | Mauritius                                                                          | 3 – 3                                                                              | São Tomé e Príncipe                                                                | Qual. Coppa d'Africa 2023                                                          | 1                                                                                  | 54’                                                                                |
| 9-6-2022                                                                           | Bissau                                                                             | Guinea-Bissau                                                                      | 5 – 1                                                                              | São Tomé e Príncipe                                                                | Qual. Coppa d'Africa 2023                                                          | -                                                                                  | Cap.                                                                               |
| 13-6-2022                                                                          | Agadir                                                                             | São Tomé e Príncipe                                                                | 0 – 10                                                                             | Nigeria                                                                            | Qual. Coppa d'Africa 2023                                                          | -                                                                                  |                                                                                    |
| 22-3-2023                                                                          | Freetown                                                                           | Sierra Leone                                                                       | 2 – 2                                                                              | São Tomé e Príncipe                                                                | Qual. Coppa d'Africa 2023                                                          | 2                                                                                  |                                                                                    |
| 26-3-2023                                                                          | Agadir                                                                             | São Tomé e Príncipe                                                                | 0 – 2                                                                              | Sierra Leone                                                                       | Qual. Coppa d'Africa 2023                                                          | -                                                                                  | Cap.                                                                               |
| 14-6-2023                                                                          | Bissau                                                                             | São Tomé e Príncipe                                                                | 0 – 1                                                                              | Guinea-Bissau                                                                      | Qual. Coppa d'Africa 2023                                                          | -                                                                                  | Cap.                                                                               |
| 10-9-2023                                                                          | Uyo                                                                                | Nigeria                                                                            | 6 – 0                                                                              | São Tomé e Príncipe                                                                | Qual. Coppa d'Africa 2023                                                          | -                                                                                  |                                                                                    |
| Totale                                                                             |                                                                                    | Presenze                                                                           | 25                                                                                 |                                                                                    | Reti                                                                               | 10                                                                                 |                                                                                    |